# کاراکتر (نماد)
کاراکتر (به انگلیسی: Character) یک علامت یا نماد (symbol) نشانه‌شناسی یا یک علامت است. کاراکتر معمولاً شامل یک حرف، یک رقم عددی، یک اندیشه‌نگاشت، یک هیروگلیف، یک نشانه‌گذاری یا یک علامت چاپی دیگر می‌شود.

## تاریخ
کلمه یونانی باستان χαρακτήρ ('charaktīr') از فعل χαράσσω (charassō) به معنای «تسریع کردن»، از ریشه PIE *g'ʰer- «برش» نیز در ایرلندی gearr و انگلیسی gassh ادامه یافته‌است، که شاید یک استعاره از همان ریشه یونانی باشد.
کلمه هیروگلیف به شخصیت‌های پیچیده و اسرارآمیز الفبای مصری اشاره دارد هیروگلیف مصری سیستم نوشتاری رسمی بود که در مصر باستان استفاده می‌شد. هیروگلیف‌ها عناصر واژه‌نگاشت، هجا و الفبایی را با مجموع ۱۰۰۰ کاراکتر مجزا ترکیب کردند.

هیروگلیف Dee's (از بالا به پایین) ماه. خورشید؛ دیگر عناصر، آتش …